# Камчатский люнет

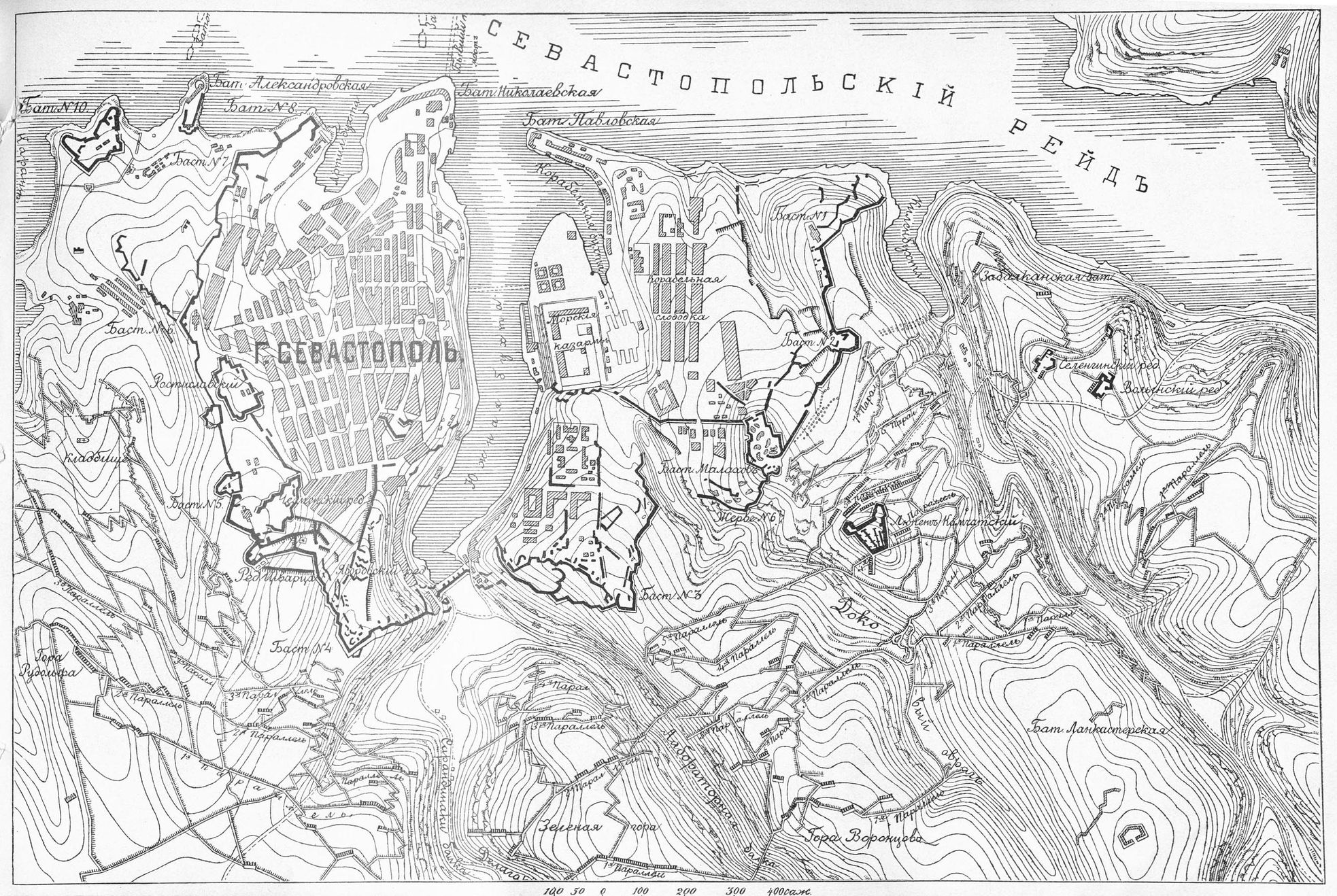
План укреплений южной стороны Севастополя в ходе Крымской войны 1853—1855 годов. Как видно на схеме, Камчатский люнет (восточнее Малахова кургана и выше по отметкам) это передовое вынесенное укрепление. За счет рельефа его захват давал осадной артиллерии атакующих преимущество над батареями Малахова.

Зелёный холм, Кривая пятка, Камчатский люнет, Камчатка —  название холма в системе укреплений Севастополя. Англичане также назвали его «Холм Гордона». Во время обороны Севастополя во время Крымской войны это место было ключевым пунктом осады Корабельной стороны. Когда вражеские инженерные работы стали угрожать Малахову кургану, русские возвели на холме люнет, названный Камчатским. Он относился к 5-й дистанции оборонительной линии. Место гибели контр-адмирала В. И. Истомина. Люнет выдержал несколько кровопролитных штурмов и сдал позиции в ходе генерального штурма 26 мая (7 июня) 1855 года.

## История
В октябре 1854 года французы предприняли попытку захватить вершину холма, но атаки были отбиты, а французы потеряли около 600 солдат и офицеров.
Камчатский люнет (тип полевого укрепления, открытого с тыла) был построен в период первой обороны Севастополя 1854—1855 годов на Зелёном холме (другое название Кривая пятка) для защиты Малахова кургана — основной позиции в системе укреплений Корабельной стороны Севастополя силами сапёров и личного состава 42-го Якутского и 44-го Камчатского полков. Строился под руководством штабс-капитана 4-го саперного батальона М. Сахарова под общим руководством начальника инженеров севастопольского гарнизона генерала Э. И. Тотлебена. "Тотлебен обратил свое внимание на третью часть .. ..задачи, состоявшей в том, чтобы оградить подступы к Малахову кургану, от целости которого зависели спасение или гибель Севастополя. Эта третья часть задачи заключалась в том, чтобы укрепить холм, непосредственно стоявший перед Малаховым курганом. В ночь с 26 на 27 февраля сюда явились три батальона Якутского полка, и разбивка укрепления была успешно начата".
Закончен к 3 марта 1855 года, но работы по улучшению и восстановлению разрушенного длились в ходе всей обороны. Тут были установлены тяжелые орудия с затопленных кораблей. Относился вместе с Волынским и Селенгинским редутами к 5-й дистанции оборонительной линии, которой командовал с 1855 года генерал  Н. Д. Тимофеев.

Командовали люнетом капитан-лейтенант С. С. Сенявин, лейтенант В. Е. Лазарев (позднее контр-адмирал, за подвиги при обороне награждён орденом святого Георгия 4-й степени), с 19 апреля 1855 года — лейтенант А. П. Тимирязев. Поручик корпуса морской артиллерии М. В. Торопов (позднее генерал-майор) командовал на Камчатском люнете четырёхорудийной батареей № 38, названной его именем, был ранен 26 мая.

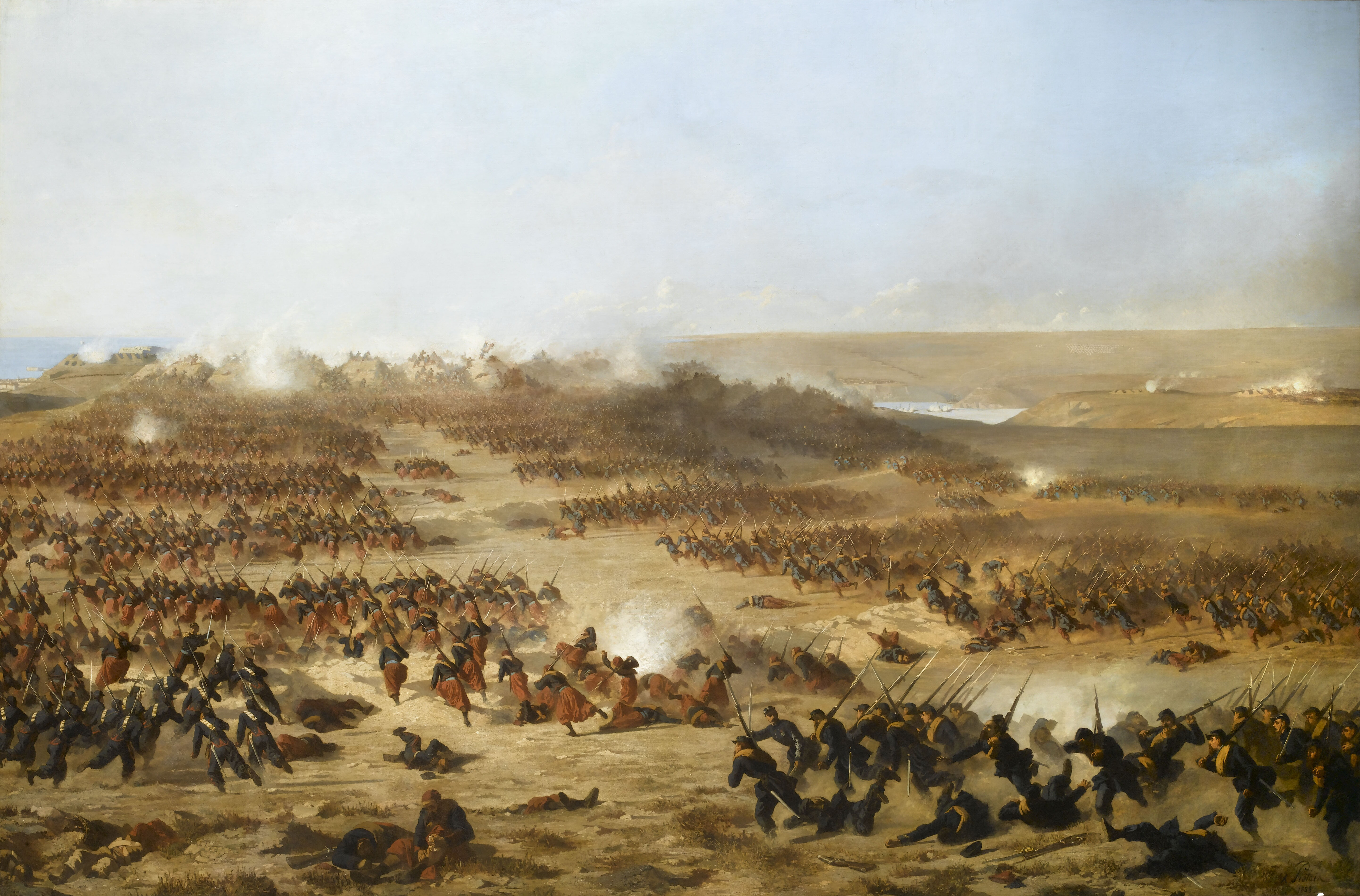
Атака французов на Мамелон, 26 мая (7 июня) 1855 г. Картина кисти П.-А. Проте (очевидец атаки, был прикомандирован к штабу П. Боске)

В разгар боев ежедневно на люнете погибало от 50 до 150 защитников города. 7 марта 1855 года в районе Камчатского люнета ядром был убит один из руководителей обороны контр-адмирал В. И. Истомин.

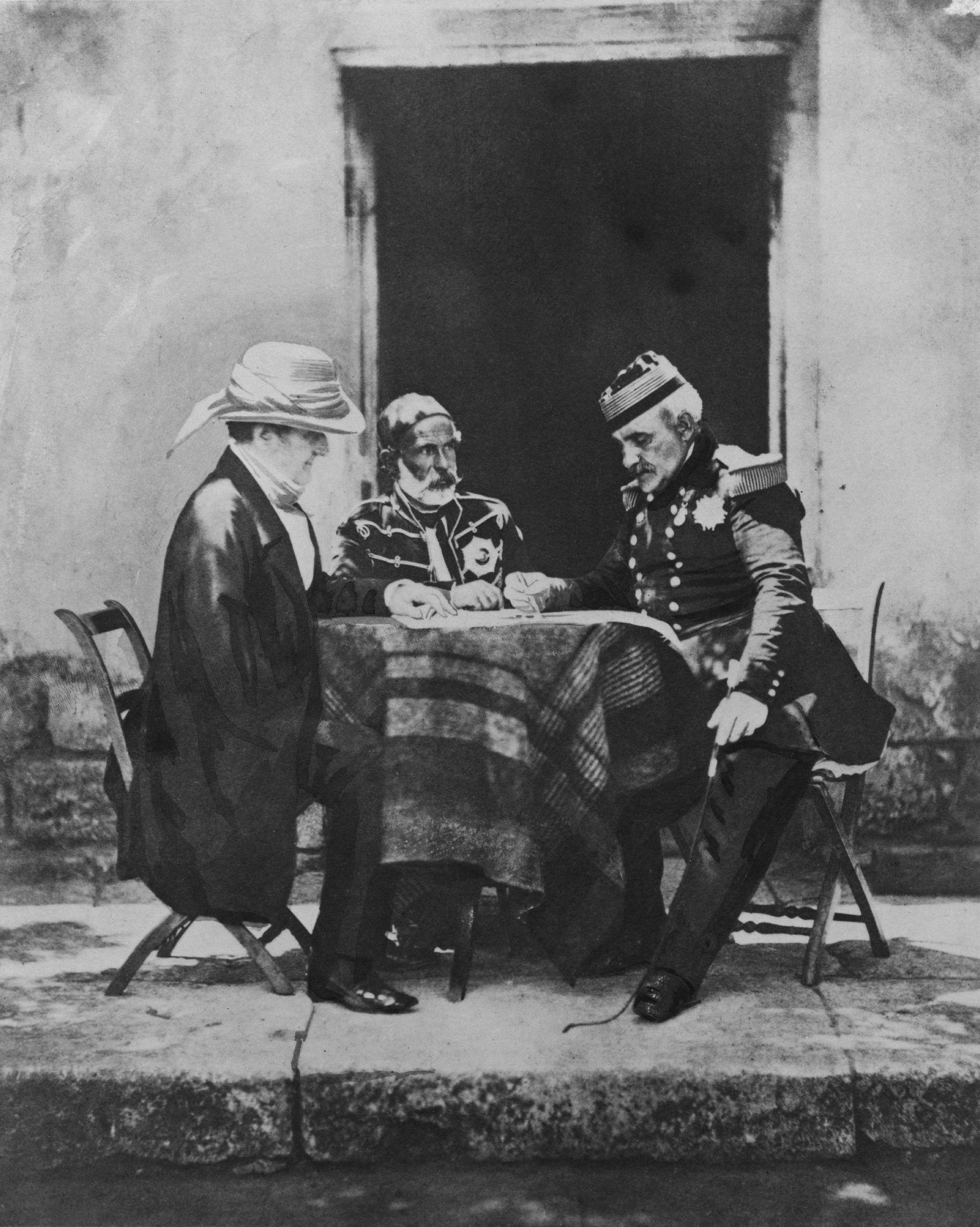
Военный совет в День взятия выступа, 7 июня 1855 г. Фото Р. Фентона

Впереди люнета имелись контр-апрошные укрепления — ложементы, траншеи, которыми стороны поочерёдно пытались овладеть. Для разрушения французских инженерных работ в ночь с 10 на 11 марта 1855 года русскими была предпринята вылазка отрядом численностью около пяти тысяч человек под командованием генерал-лейтенанта С. А. Хрулева. Она превратилась в кровопролитное ночное сражение. Донося об этом деле, главнокомандующий, между прочим, писал государю: «свидетельствую о геройском мужестве генерал-лейтенанта Хрулева». Государь наградил генерала орденом св. Георгия 3-й степени.
При осаде Камчатского редута велась минная подземная война, русские сделали несколько вылазок для разрушения минных галерей союзников, например 10 и 11 апреля 1855 при участии Углицкого 63-й пехотного полка под командой М. Г. Попова.
8 (20) мая командующий Ж.-Ж. Пелисье приказал начальнику инженеров генералу А. Ниелю подготовить штурм Зеленого холма. «Напасть на Зеленый холм? Да можно ли об этом думать? Ведь это будет целое сражение!» — воскликнул Ниель. «Что же, это и будет целое сражение!» — ответил Пелисье.
По необоснованными диспозициям от 22 мая генерала И. П. Жабокритского при обороне Селенгинского и Волынского редутов, а также Камчатского люнета была сокращена численность их гарнизонов перед самым штурмом 26 мая 1855 года. Когда солдаты с наблюдательных постов к вечеру заметили сбор и движение во французских траншеях и сообщили, что нужно ожидать немедленного штурма, все устремились за распоряжениями к нему. Генерал Э. И. Тотлебен пишет: «Но, вместо того, чтобы принять меры для усиления гарнизонов этих укреплений, генерал Жабокритский рапортовался больным и уехал на Северную сторону».  Это дало повод некоторым обвинять Жабокритского в прямой измене.
В итоге, в течение кампании 1855 года, после ещё двух неудачных попыток и тяжелой бомбардировки, а также захвата отдаленных укреплений, люнет «Камчатка» был взят штурмом и был занят французами в конце мая (начале июня по новому стилю). Во время финального штурма, англичане потеряли не менее 350 солдат и 30 офицеров, французы — примерно втрое больше.
После захвата Камчатского люнета союзники с помощью осадных траншей (т. н. 5, 6 и 7-й линии осадных параллелей) вышли на непосредственную близость (30-50 метров) к Малахову кургану и Второму бастиону. 27 августа (8 сентября) после трехдневной усиленной бомбардировки и штурма Малахов пал.
Во время обороны Севастополя 1941—1942 годов тут находилась 54-я зенитная батарея под командованием Е. А. Игнатовича, прикрывавшая Малахов курган с северо-востока.

## Память
На месте смертельного ранения адмирала Истомина (ныне в городской застройке, ул. Паршина) в 1904 году был установлен памятник из серого гранита. На лицевой грани постамента текст: «Здесь убит ядром в голову 7го марта 1855 г. контр-адмирал В. И. Истомин». В Российской федерации памятник — объект культурного наследия регионального значения  Объект культурного наследия народов РФ регионального значения. Рег. № 921711305500005 (ЕГРОКН).
В 1905 году был открыт памятник воинам Камчатского люнета — высокая (23 метра) чугунная колонна на гранитном пьедестале, увенчанная медной пылающей бомбой. Проект памятника воинам Камчатского люнета был разработан инженер-подполковником О. И. Энбергом, в июле 1903 года его высочайше утвердил Николай II. Во время второй обороны города во время Великой Отечественной войны памятник был разрушен.
В игровом фильме о Крымской войне, первой русской полнометражной кинопостановке «Оборона Севастополя» 1911 года режиссёра А. А. Ханжонкова боям на Камчатском люнете посвящён один из эпизодов.
В настоящее время на вершине холма возводится православный храм во имя Святителя Гурия (Егорова) митрополита Симферопольского и Крымского.